# Rhynchomolophilus
Rhynchomolophilus is een ondergeslacht van het geslacht van insecten Molophilus binnen de familie steltmuggen (Limoniidae).

## Soorten
Deze lijst is mogelijk niet compleet.
- M. (Rhynchomolophilus) perrostratus (Alexander, 1965)